# Cuvée

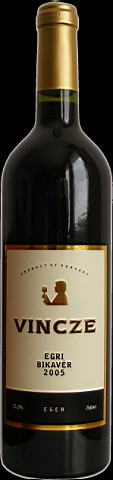
Egri bikavér

A cuvée szó francia eredetű, magyarosan küvének írjuk. A bor-, illetve pezsgőkészítésben három jelentését különböztetjük meg:

## Cuvée 1. – must
Cuvée a pezsgőkészítéshez szánt, bogyózott, de zúzatlan szőlőből az első, gyenge sajtolással nyert must.

## Cuvée 2. – alapbor
A pezsgőkészítés házasított és egalizált, több, gyengén sajtolt mustból összeállított alapbora. Ez akkor a legalkalmasabb, ha:
- savtartalma 7–7,5 g/l,
- cukormentes szárazanyag-tartalma 17–20 g/l,
- összes kénessav tartalma < 150 mg/l,
- alkoholtartalma 10–11%.

## Cuvée 3. – borösszeállítás
Ez a jelentése az utóbbi időben terjedt el itthon (alkalmazva az eredetileg a pezsgőkészítésben használt kifejezést).
A "küvé", két, esetenként többfajta szőlő összeszüretelésével, must vagy bor adott célú összeállításával készült bor.
Hazai klasszikus példája az Egri bikavér, ami általában a Kékfrankos, a Cabernet, a Merlot és a Zweigelt tulajdonságait egyesíti.
Azt, hogy milyen borokat nevezhetünk küvének, korábban a bortörvény 35. § 69/A bekezdése szabályozta. A 35. §-t azonban a 2009. évi XXXIX. törvény 44. § (1) bekezdése hatályon kívül helyezte.